# شغب اليونان 2008

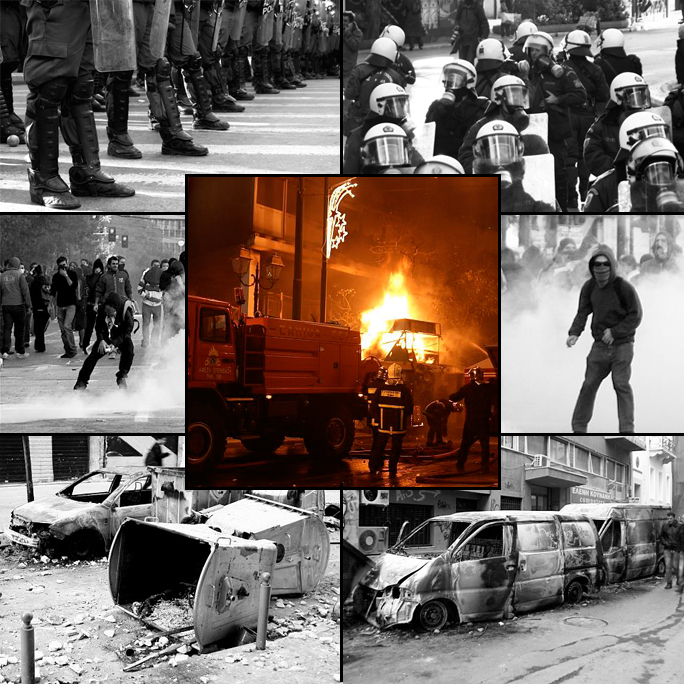
أحداث شغب أثينا في 2008.

أحداث شغب 2008 في أثينا التي اندلعت في 6 ديسمبر 2008 بعد مقتل الطفل ألكسندروس غريغروبولوس (طالب يبلغ من العمر 15 سنة) عندما أُردي قتيلا بعد اصابته بطلقة نارية أطلقها ضابط الشرطة اليونانية إيبامينوداس كوركونياس حين كان الأخير برفقة ضابط شرطة آخر في دورية ليصيب ألكسندروس الذي كان في طريقه للاحتفال بعيد اسم "Name day" أحد أصدقائه، في حي إكزارخيا في وسط أثينا.
بعيد مقتل الصبي اندلعت أعمال عنف شديدة وتدمير للمتاجر والبنوك استخدم فيها المتظاهرون زجاجات المولتوف ورشقوا الشرطة بالحجارة في العاصمة اليونانية أثينا احتجاجا على الجريمة، فيما شهدت عدة مدن بينها سالونيكي ومناطق يونانية أخرى بينها جزيرتي كريت وكورفو السياحيتين مظاهرات مماثلة، فيما وصفت بأسوأ عاصفة من المظاهرات الاحتجاجية التي اجتاحت اليونان منذ عقود، كذلك خرجت التظاهرات المماثلة المنددة في العديد من المدن العالمية والأوروبية خصوصا ما دفع في وزير الداخلية اليوناني بروكوبيس بافوبولوس إلى تقديم استقالته والتي رفضها وقتها رئيس الوزراء كوستاس كرامنليس.

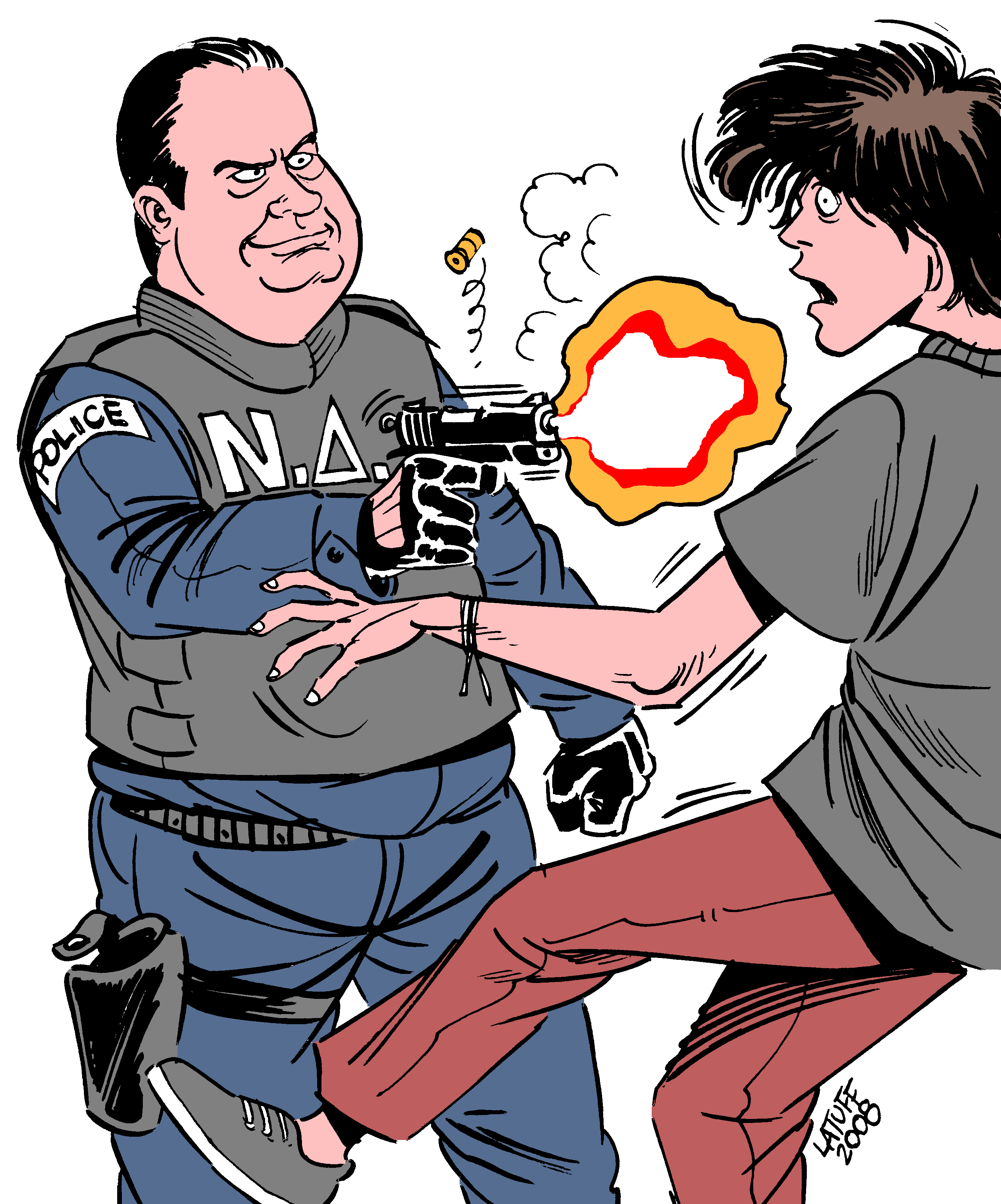
كاريكاتير سياسي لكارلوس لاتوف.

تم توقيف ضابطي الشرطة المتهمين بالهجوم، وتوجيه تهمتي القتل لهما. فيما أعلن وزير الداخلية عن «أسف حكومته العميق» للحادث. وكانت الشرطة أصدرت عقب الحادث بيانا ذكرت فيها أن دورية تابعة لها تعرضت للرشق بالحجارة من قبل 30 شابا فقام أحد رجال الشرطة بإطلاق الرصاص ما أدى لمقتل الفتى.
استمرت تلك الأحداث حتى الأربعاء 31 ديسمبر 2008 بعد أن تم انهاء احتلال الجامعات في أثينا وسالونيكي ليتم حصد الخسائر والأضرار.

## واقعة إطلاق الرصاص
وقع إطلاق النار المميت الذي أسفر عن اندلاع أعمال الشغب والاحتجاجات في مساء 6 ديسمبر 2008، بعد نحو الساعة التاسعة عصرًا، في منطقة إكستارشيا في وسط أثينا.
وفقًا لما ورد في تقارير صحفية، تورط اثنان من الحرس الخاص (فئة خاصة من أفراد الشرطة اليونانية، تعنى بمهام حراسة الممتلكات العامة) في مشادة كلامية بسيط مع مجموعة صغيرة من المراهقين في أحد شوارع إكستارشيا، خارج أحد المتاجر. جرى اقتياد المراهقين إلى سيارة الشرطة ووضعهم داخلها، وأثناء تحرك المركبة، واجه الحارسان بعد ذلك مجموعة صغيرة أخرى عند عبور شارع قريب. أمر مركز عمليات الشرطة اليوناني الحارسين بفك الاشتباك فورًا والانسحاب من موقع المواجهة. مع ذلك، لم يمتثل الحارسان للأوامر واتُهما فيما بعد بالتمرد. عوضًا عن ذلك، قرر الحارسان وضع مركبتهما خارج مقر الحركة الاشتراكية اليونانية، وتركاها متجهين إلى شارع تسافيلا سيرًا على الأقدام، من أجل مواجهة المراهقين.
في أعقاب اندلاع مشادة كلامية وتبادل الشتائم الذي أفاد عدة شهود بأن الحراس شرعوا فيه، أطلق أحدهم، إيبامينونداس كوركونياس، النار من مسدسه. يدعي تقرير الشرطة الأولي حول الحادث أن الحارس الخاص أطلق النار ردًا على تجدد هجمات الشباب، والذي شمل إلقاء الحجارة والزجاجات. غير أن شهود عيان ممن تحدثوا مع وسائط الإعلام اليونانية أفادوا بأن الشباب لم يهاجموا الحراس الخاصين قط، فضلًا عن أن سلامتهم الجسدية لم تكُن عرضة للخطر في أي وقت. بدلًا من ذلك اقترب الحراس من المجموعة واعتدوا عليهم لفظيًا من أجل استفزازهم. ذكر الحارس الخاص إنه أطلق ثلاث طلقات نارية، طلقتين تحذيريتين في الهواء وأخرى موجهة على الأرض. أفاد عدة شهود عيان بأنهم يعتقدون أن الشرطي استهدف الشباب مباشرة.
نجم عن إطلاق النار وفاة ألكسندروس أندرياس غريغوروبولوس، وهو طالب في الخامسة عشرة من عمره، نشأ في ضاحية بالايو بسيخيكو الواقعة في ضاحية أثينا الشمالية، والتحق بمدرسة خاصة (مدرسة مورايتيس). بعد إطلاق النار مباشرة، نُقل إلى مستشفى إيفانجيليزموس القريب حيث أُعلن عن وفاته.

## تحريات الواقعة
شرعت الجهات المعنية بالتحقيق جنائيًا ضد ضابط الشرطة الذي أطلق النار، بتهمة القتل العمد (وفقًا للقانون اليوناني)، بينما اتُهم الآخر بكونه شريكًا في الجريمة. جرى إيقاف كليهما عن العمل ووُضعا رهن الاعتقال. استقال محامي دفاعهما الذي عُين في البداية بعد وقت قصير من قبول القضية، متذرعًا بأسباب شخصية.
في 10 ديسمبر، ذكر ألكسيس كوغياس، محامي المدعى عليهم، أن النتائج الأولية لاختبارات المقذوفات تبرهن أن الطلقة التي أدت لوقوع الضحية كانت رصاصة مرتدة وأن الشرطيين لن يمثلا سوى أمام المدعي العام بعد الانتهاء من الفحوصات الجنائية والسمية واختبارات المقذوفات. غير أن نتائج فحوص الطب الشرعي أشارت إلى أن الرصاصة التي قتلت غريغوروبولوس دخلت جسم الشاب مباشرة. ألقى ذلك بظلال من الشك على ادعاءات الشرطي البالغ من العمر 37 عامًا الذي اتُهم بقتل الصبي، إذ أفاد بأنه أطلق رصاصة تحذيرية إلا أتها ارتدت. في صباح يوم 11 ديسمبر، وافق ديمتريس تسوفولاس، عضو البرلمان ووزير الاقتصاد السابق في عهد حكومة الحركة الاشتراكية اليونانية السابقة، على العمل محاميًا لأسرة غريغوروبولوس.
في اليوم ذاته، أصدر محامي الشرطيين المتورطين في إطلاق النار بيانًا توضيحيًا وصف فيه سلوك الضحية بالمنحرف. وفقًا للمذكرة، فإن غريغوروبولوس مراهق من أسرة ثرية، اعتاد أن يتردد على منطقة إكستريشيا، وزعم أنه شارك في أنشطة شغب اندلعت عقب انتهاء مباراة كرة سلة قبل ساعتين من إطلاق النار عليه، وأن «الضحية لم تبدِ بوجه عام سلوكًا وشخصية مُتوقعة لمراهق يبلغ من العمر خمسة عشر عامًا». أدانت أسرة غريغوروبولوس وأصدقاؤه وزملاؤه في المدرسة ومدرسيه هذه التصريحات وأعلنوا صراحة أن الادعاءات الواردة في مذكرة المدعى عليهم «غير دقيقة البتة ومهينة»، وأصدرت المدرسة الخاصة التي التحق غريغوروبولوس بها بيانًا عامًا ينفي جميع الادعاءات. تسبب موقف كوغياس، علاوة عن تعليقاته في البيان التوضيحي، باتخاذ نقابة المحامين في أثينا إجراءات تأديبية ضده.
في 15 ديسمبر، قدم كوغياس طلب استئناف للإفراج عن المدعى عليهما، بذريعة عدم صدور أي إدانة جنائية سابقة بحق أيا منهما، وأن أسمائهم وعناوينهم معروفة، وامتلاك كليهما صلات كبيرة بمجتمعهما المحلي، فضلًا عن اعتراض المدعي العام على شهادة الشهود التي أُسندت التهم للشرطيين بموجبها، وعلى وجه التحديد، عارض محامي المدعى عليهم شهادة أربعة شهود عيان أدلوا بشهاداتهم لصالح المدعي العام، ويبدو أنهم يدحضون تقريبًا جميع الادعاءات التي قدمها المدعى عليهم ومحاموهم.
في 17 ديسمبر، طلب ديمتريس تسوفولاس، محامي أسرة غريغوروبولوس، علنًا أن يكف المدعى عليهما ومحاموهم عن استفزاز الشعب اليوناني وأسرة الضحية بإبداء تعليقات مهينة واتهامات لا أساس لها من الصحة، وتدنيس ذكرى ألكسندروس. صدر تقرير المقذوفات كذلك في 17 ديسمبر مفيدًا بأن الرصاصة التي قتلت غريغوروبولوس تعرضت في الواقع للتدمير، في إشارة إلى أنها رصاصة مرتدة. غير أن تقارير الطب الشرعي التي أُجريت في 21 ديسمبر خلصت إلى أن الرصاصة لم تطلق في الهواء، بل كانت موجهة إلى مجموعة المراهقين، وإن لم تكن هناك نية لقتل الصبي.

## قرار المحكمة
في 11 أكتوبر 2010، قضت محكمة المحلفين المختلطة في أمفيسا (المؤلفة من 3 قضاة و4 محلفين) بإدانة الحارسين الخاصين. أُدين إيبامينونداس كوركونياس بارتكاب «جريمة قتل عمد بغرض إحداث ضرر» وأُدين فاسيليس ساراليوتيس شريكًا له في الجريمة. حُكم على كوركونياس بالسجن مدى الحياة بالإضافة إلى 15 شهرًا إضافيًا من السجن (أربعة أصوات مقابل ثلاثة) بينما حُكم على ساراليوتيس بالسجن لمدة عشر سنوات (ستة أصوات مقابل صوت واحد). في يوليو 2019، أُلغي الحكم المؤبد الصادر ضد كوركونياس عند الاستئناف وجرى تخفيضه إلى السجن لمدة 13 سنوات، ثم أُطلق سراح كوركونياس بعد ذلك من السجن.

## وصلات خارجية
- احتجاز أكثر من مائة شاب يوناني إثر اشتباكات مع الشرطة  - دويتشه فيليه (2009)